# Aurelio García Lesmes
Aurelio García Lesmes (Valladolid, 1884-Ciudad de México, 25 de marzo de 1942) fue un pintor paisajista español posteriormente nacionalizado mexicano.

## Biografía
Formado inicialmente en la Real Academia de Bellas Artes de la Purísima Concepción de su ciudad natal, continuó sus estudios en Madrid con gran aprovechamiento, lo que le permitió obtener sendas medallas en las Exposiciones Nacionales de Bellas Artes de 1922 y 1926.
La primera gran exposición del autor se realiza en el Museo de Arte Moderno de Madrid en 1931. Durante la Segunda República accede por oposición a una plaza como profesor de dibujo en Valladolid. Al estallar la Guerra Civil se encontraba en Madrid, y no pudo volver con su esposa, a la que no volvería a ver.

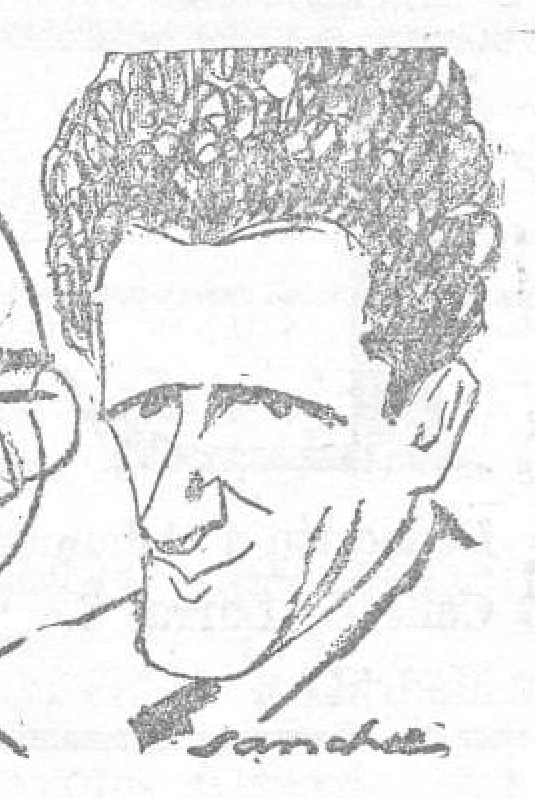
Caricaturizado por Sancha en La Voz (1928)

Miembro del Partido Socialista Obrero Español, en la guerra desarrolló tareas de actividad propagandista en carteles y murales, colaboró en el trasladado y salvamento de los cuadros del Museo del Prado a Valencia, donde se estableció en 1937, abandonando el frente de la capital. Una vez en la capital del Turia, obtuvo una plaza de profesor en un instituto de Orihuela. A finales de 1937 se marcha a Barcelona, donde continúa su labor por la República y la enseñanza de dibujo en el Instituto Obrero de la ciudad.

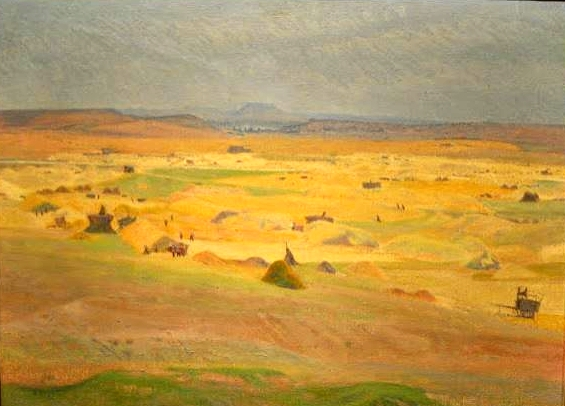
Campos de Zaratán

Poco antes de finalizar la guerra, García Lesmes huye a Francia para, el 26 de mayo de 1939, embarcar rumbo a México junto a un gran número de exiliados españoles. En la capital del país, en un pequeño apartamento, vive y rehace su estudio, al tiempo que obtiene una plaza de profesor en el Instituto Luis Vives. Mantiene contacto con otros españoles refugiados, frecuenta las tertulias con los compatriotas y comienza una nueva etapa al serle concedida la nacionalidad mexicana en 1941. Su vida se trunca de manera inesperada al fallecer en un accidente de tráfico al año siguiente.
Su obra se divide en dos partes, siempre dentro del paisajismo: la que desarrolla en España, donde sus cuadros muestran una renovada imagen de los campos de Castilla, a la que regresa en toda su producción, y la más luminosa que la emigración le ofrece en otro ambiente, clima y país como México. Fue considerado uno de los paisajistas más notables de la primera mitad del siglo XX.